# 苏联共产党第二十次代表大会

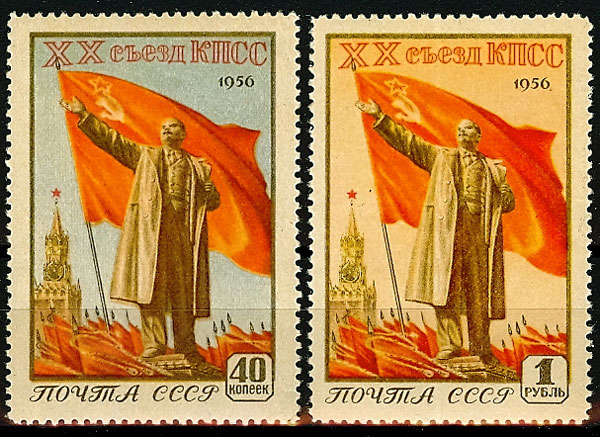
纪念苏共二十大而发行的邮票

苏联共产党第二十次代表大会（俄语：XX съезд Коммунистической партии Советского Союза），簡稱苏共二十大（XX съезд КПСС），于1956年2月14日－25日期间召开，以当时苏联共产党第一书记尼基塔·赫鲁晓夫的“秘密讲话”而闻名，会上他谴责约瑟夫·斯大林的个人崇拜和独裁统治，波兰统一工人党中央第一书记博莱斯瓦夫·贝鲁特率领代表团出席苏联共产党二十大，会后在读完赫鲁晓夫批判斯大林的秘密报告后突發心肌梗塞，於3月12日離世。
会议起始，在没有预先通知代表们的情况之下，第一书记赫鲁晓夫叫大家起立，纪念自上一次苏共代表大会之后死去的领导们。会议上赫鲁晓夫特别提到了斯大林和克莱门特·戈特莱尔德。在随后的10天内，新的路线和方向才逐渐显露。是苏联及苏共历史乃至国际共产主义历史的一个重要转折点。会议还选举了苏共中央委员会。会上主要发表了《关于个人崇拜及其后果》，还提出“三和”的新理论，对世界形势产生了重大的影响。

## 会议内容
以下是直接从阿尔巴尼亚共产党内部公开的文件摘抄的概要：
1、详细地罗列了国际政治形式，清晰地罗列苏联在发展过程中已知的成功和错误路线的清单。
2、承认以苏联为首的社会主义阵营的存在，在世界上已经成為既成事实。全世界共产党和工人运动党已经成为引领人类走向社会主义、走向和平的巨大力量。社会主义阵营比帝国主义阵营强大得多。必须  毫不动摇地遵循马克思列宁主义并正确地保持它，苏联要对付一个无情的敌人--以美帝国主义为首的帝国主义，苏共必须打败和摧毁帝国主义。
3、会议上指责帝国主义不要和平，正准备第三次世界大战，而苏共正在全力避免世界大战，在社会主义阵营周围建立并继续建立军事基地。它正在积累核武器，拒绝解除武装，拒绝停止试验核武器，并热衷于发明新的大规模灭绝手段。并在公正和民主的和平世界中取得胜利，并多次强调要用苏联巨大的经济、军事、道德、政治和思想力量，联合全世界人民来对抗帝国主义。
4、指控马克思列宁主义的叛徒、帝国主义的代理人和那些像乔西夫 布罗兹铁托那样的阴谋家。
5、指责夸大、不切实际的乐观主义者不仅有害，指责失败主义者，认为他们不相信苏联有强大的经济、政治、军事、道德力量，并且他们都不是共产主义者。赫鲁晓夫在会议上也强调需要大家高度警惕，需要提高群众革命动力，而不是放松、瓦解。
6、摆在苏共桌面上有很多实际问题，例如裁军协定、首脑会议等，又指责美帝国主义有系统地破坏谈判。
7、两个对立的制度和平共处，并不意味着要放弃阶级斗争，相反强调阶级斗争应该更加剧烈。
8、阿尔巴尼亚共产党认为，以马克思列宁主义为指导的社会主义阵营应该要有自己的战略战术，认为不要以集体方式运作，例如华沙条约和经济互助委员会，讨论问题、通过决策，而且要检查这些决策的执行情况。

### 批判个人崇拜和斯大林
苏共二十大最重要的内容，就是批判个人崇拜和斯大林。这是苏联自斯大林时代之后的头等大事，震惊了世界，也造成了极其重要的影响和后果。
在苏共二十大的正式议程中，批判个人迷信和斯大林并不显著。苏共中央第一书记赫鲁晓夫在宣布大会开幕后还说“国际共产主义运动在苏共十九大后失去了杰出的领袖斯大林”，他甚至还提议代表们为斯大林默哀。赫鲁晓夫在大会的总结报告中，也只是笼统的批判了个人迷信而没有直指斯大林：他说，“苏共坚决反对和马克思主义不相容的个人迷信，因为个人迷信把这个或那个活动家变成创造奇迹的英雄，而缩小了党和群众的作用，降低了他们的创造积极性。个人迷信流行的结果就是降低了党的集体领导作用，有时给我们的工作带来了严重的损失。”
然而1956年2月25日，即苏共二十大的最后一天凌晨，赫鲁晓夫突然抛出了一份长达4小时的“秘密报告”《关于个人崇拜及其后果》，在被紧急召集到会议大厅的代表们的惊愕中，全盘否定了斯大林，揭露了很多苏共和国际共产主义运动的负面情况。
《关于个人崇拜及其后果》是经过苏共中央委员会讨论通过的，赫鲁晓夫主要在报告中批判了斯大林的七大错误。而且，各社会主义国家后来也慢慢在本国作了公开。

### 三和路线
在苏共二十大的总结报告上，赫鲁晓夫针对当时的国际形势，提出了三和路线，即“和平共处”、“和平竞赛”、“和平过渡”。
- 报告指出，十月革命的方式在当时是唯一的出路，然而现在的国际形势已经发生了“根本性变化”，因此“向社会主义过渡的道路将越来越多样化”。在资本主义国家，无产阶级完全可以通过“取得议会中稳定的多数，并且将议会从资产阶级民主的工具转变成真正代表人民意志的工具”，从而“是现社会根本改造的条件”，不用武装起义就夺取政权，这就是“和平过渡”。

- 报告指出，列宁关于“只要帝国主义存在，战争就不可避免”的观点“在那个时期是正确的”，而现在的社会主义阵营已经具备了防止侵略的物质基础，因此“战争不是不可避免的”。在目前的形势下，“只有两条路：要么和平共处，要么发动历史上最具毁灭性的战争。第三条路是不存在的。”这就是“和平共处”。

- 报告同时“向资本主义国家领导人建议：‘让我们用实践来证明哪一种制度更好吧，让我们进行不打仗的竞赛吧……我们建议的是为提高所有国家人民的生活水平而进行的和平竞赛。’”这就是“和平竞赛”。

苏共二十大后，赫鲁晓夫等苏联领导人又不断完善和发展三和理论，其中最主要的两个观点是：
- “全面彻底的裁军”和“三无世界”。1959年9月18日，赫鲁晓夫在联合国大会上发表讲话，呼吁各国实行“全面彻底的裁军”，他声称“全面彻底的裁军是使人类摆脱战争灾难的途径”，他力主建立一个“没有武器、没有军队、没有战争的世界”。

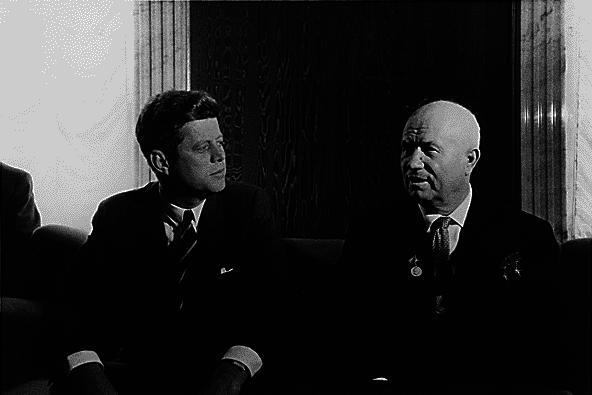
赫鲁晓夫和约翰·肯尼迪，1961年

- “美苏合作，主宰世界”。1961年9月5日，赫鲁晓夫同美国记者兹贝格谈到：“美国和苏联都是世界上最强的国家，如果我们为和平而联合起来，那就不会有战争。那时，如果有某个疯子想挑起战争，我们只要用手指吓唬他一下，就足以让他安静下来。”1961年12月30日，赫鲁晓夫在和美国总统约翰·肯尼迪的贺电中说道，美苏两国“能够找到为全人类幸福而协调一致的行动和努力的基础”。

## 各方反应

### 各国共产党的反应
1960年11月，恩维尔·霍查同志在莫斯科八十一个共产党和工人党代表大会上的讲话中，全面分析了国际共产主义运动的主要问题，坚决维护马克思列宁主义。这次讲话是阿尔巴尼亚劳动党为揭露现代修正主义和巩固国际共产主义和工人运动的团结而进行的原则斗争中最重要的阶段之一。 阿尔巴尼亚劳动党反对赫鲁晓夫苏维埃领导层修正主义观点的斗争，是在苏共第二十次代表大会后立即开始的。
虽然这场战斗一开始并没有直接和公开地进行，但阿尔巴尼亚劳动党已经向苏共中央表达了所有的保留和反对意见。阿尔巴尼亚劳动党千方百计避免公开与苏联共产党的分歧，以免将武器交到共产主义敌人手中。另一方面，它还没有意识到赫鲁晓夫的真实意图，因此本着同志精神，试图通过谈判和协商来解决分歧。它在坚持原则立场的同时，努力并希望使苏联领导人认识到自己的错误，走上正确的道路。
苏修的真正奸诈面目在阿尔巴尼亚劳动党身上越来越明显。越是揭露他们的背信弃义，阿尔巴尼亚劳动党为了彻底揭露和粉碎赫鲁晓夫修正主义而进行的斗争就越激烈、越不可调和。
在1960年6月的布加勒斯特会议上，阿尔巴尼亚劳动党公开站出来捍卫马克思列宁主义原则，并高喊“停下！”赫鲁晓夫修正主义者企图策划反对中国共产党和整个国际共产主义运动的危险阴谋。 布加勒斯特会议后，苏修领导人对阿尔巴尼亚劳动党进行了野蛮攻击，以迫使它与他们和他们的行为保持一致。在这种情况下，阿尔巴尼亚劳动党更加深信，应该以最大的勇气和决心，在国际共产主义运动的所有基本问题上坚持自己的原则立场。它在1960年11月莫斯科会议上做到了这一点。
恩维尔·霍查同志在代表大会上的讲话中，公开、坦率并以马克思列宁主义的勇气，提出了阿尔巴尼亚劳动党对国际共产主义运动中产生分歧的主要问题的原则观点，并严厉批评了阿尔巴尼亚劳动党。
赫鲁晓夫修正主义集团，既是因为其错误的反马克思主义观点和行动，又是因为它野蛮干涉阿尔巴尼亚劳动党内政，对它进行野蛮攻击。 阿尔巴尼亚劳动党为了维护国际共产主义运动和社会主义阵营的统一，对苏联领导人进行了这种绝对有原则的批评，因为不揭露错误和异类表现，不直截了当地谴责和纠正，就不能保持统一。他们走马克思列宁主义路线。
按照阿尔巴尼亚劳动党对国际共产主义运动所关注的一切问题的坚定和原则立场，在中国代表团发言后，与会各方代表不得不表态。一种或另一种方式。面对这种情况，修正主义者企图把参加会议的人的注意力从原则问题上转移开，把会议变成对阿尔巴尼亚劳动党和中国共产党进行恶毒攻击的平台。但这种尝试也遭遇了失败。阿尔巴尼亚劳动党捍卫马克思列宁主义和国际共产主义运动团结的原则性国际主义立场得到了中国共产党和其他一些政党代表团的支持。赫鲁晓夫修正主义者不得不让步。

### 对于批判个人迷信和斯大林
赫鲁晓夫对斯大林严厉的批判，在社会主义阵营内产生了强烈的反弹。苏共二十大刚刚闭幕，斯大林的故乡格鲁吉亚就爆发了大规模的示威游行，当局动用军队镇压，造成数百人死伤。同时还爆发了波匈事件，苏联政府出动坦克镇压。大批的共产党员在无比惊愕的同时，对斯大林與社会主义产生了严重的困惑與怀疑，以致出现了退党潮。包括中国共产党在内的一批马克思列宁主义政党认为，赫鲁晓夫的观点片面、狭隘，“对其尖锐否定斯大林、严重丑化社会主义事业的行为展开了严肃的批评”。这也为后来的中苏关系恶化埋下了伏笔。
对于资本主义世界来说，斯大林这个“社会主义阵营的代表”被苏共自己完全否定，可以算是一个“惊喜”。资本主义世界在趁势猛批社会主义的同时，也大力宣扬自己的意识形态。

### 对于“三和”理论
“三和”理论同样也在社会主义阵营内部引发了很大的争议。有些共产党肯定了苏共对国际形势的分析，以及对社会主义路线的修正。而包括中国共产党在内的一部分共产党指责“三和”理论“背离了马克思列宁主义，对国际形势盲目乐观，充满了不切实际的幻想”。马克思列宁主义认为，“无产阶级和资产阶级之间的矛盾是不可调和的，无产阶级只有通过武装革命推翻资产阶级的统治，才能摆脱被剥削和压迫的地位，这是国际共产主义运动的重要目标”。
“三和”理论和苏共二十二大提出的“两全”理论是国际共产主义运动“大论战”的主要内容。

## 影响

### 批判个人迷信和斯大林
赫鲁晓夫在苏共二十大上对斯大林的批判，在社会主义国家内部确实起到了解放思想、反对个人迷信、反对个人独裁的积极作用。邓小平在1956年中共八大中指出，苏共二十大的一个重要功绩就是“告诉我们，把个人神化会引发多么严重的后果”。长期以来，苏联的政策完全将斯大林的观点奉为“绝对公理”，严重脱离社会实际，沉于迷信和吹捧，大大阻碍了国家的发展。苏共二十大把斯大林的神像击得粉碎，对冲破教条主义，调动广大干部、党员和民众的主动性起到了很大作用。苏共二十大也打破了很多社会主义国家对苏联的盲从，促使他们独立寻找适合本国国情的发展路线，标志着国际共产主义运动进入了一个新的阶段。
而对于斯大林的是非功过，至今仍然是争论不休。

### “三和”理论
斯大林晚年和逝世后不久，资本主义世界和社会主义世界空前对立，朝鲜战争和越南战争还在进行，国际形势极端复杂，危如累卵。“三和”理论在客观上给凝固而又充满火药味的国际形势吹进了一丝凉爽的新风。在“三和”理论的指导下，两大阵营开始对话，欧洲局势相对稳定，国际形势缓和，一个全新的国际格局露出了曙光。
“三和”理论与后来的“两全”理论，深刻的改变了整整一代苏联人的意识形态。譬如戈尔巴乔夫后来提出的“新思维外交”的理论依据就来源于此。一方面，苏联后来的领导人甚至包括赫鲁晓夫，却没有真正贯彻这个政策，仍旧在搞军备竞赛，在世界上大肆扩张军备，耗尽了苏联的资源。另一方面，事实证明，苏联模式的社会主义制度在和平状态下发展经济方面有着明显的缺陷，最终导致苏联解体、东欧剧变。